# Президентские выборы во Франции (1995)
Президентские выборы во Франции 1995 года проходили 23 апреля (первый тур) и 7 мая (второй тур). На выборах был избран пятый президент Пятой республики, которым стал Жак Ширак.

## Обстановка до выборов
Предыдущий президент Франсуа Миттеран не участвовал в выборах, так как ему к тому времени исполнилось 78 лет, у него обнаружили рак и кроме того его Социалистическая партия проиграла предыдущие парламентские выборы 1993 года. В результате он вынужден был делить власть с консервативным премьер-министром Эдуаром Балладюром, членом неоголлистской партии Объединение в поддержку республики. Эдуар Балладюр обещал лидеру своей партии Жаку Шираку, что не будет претендовать на пост президента. Однако, так как все опросы показывали ему широкую поддержку населения и консервативных политиков, он решил баллотироваться. В результате этого решения Эдуара Балладюра соперничество между Балладюром и Шираком стало основным компонентом президентских выборов 1995 года.
В то же время левое крыло (в первую очередь Социалистическая партия) было значительно ослаблена скандалами и общим разочарованием Миттераном. В июне 1994 бывший премьер-министр Мишель Рокар потерял главенство в Социалистической партии после провальных результатов выборов в Европейский парламент. Жак Делор отказался выставлять свою кандидатуру от СП из-за разногласий с новым партийным лидером Анри Эммануэлли. Бывший министр образования Лионель Жоспен был выбран кандидатом на выборы от СП.
Коммунистическая партия пыталась остановить падение своего влияния. Новый лидер Робер Ю выступал против т. н. «королевских денег» и хотел представить обновлённый коммунизм. Главным его конкурентом на крайнем левом фланге была троцкистский кандидат Арлетт Лагийе, которая участвовала в четырёх президентских выборах. Хотя оба кандидата показывали лучшие результаты для своих партий по сравнению с 1988 годом, этого было явно недостаточно для выхода во второй тур. Лидер зелёных Доминик Вуане также позиционировала свою партию на левом крыле французской политической сцены.
На крайне правом крыле Жан-Мари Ле Пен пытался повторить высокие результаты, полученные на предыдущих выборах (1988). Его основной соперник был Филипп де Вилье, кандидат правого парламентского крыла евроскептиков.
В январе 1995 года при выдвижении своей кандидатуры Эдуар Балладюр был лидером правого крыла, опережая Жака Ширака на 14 % (32 против 18 %). Считается, что это определялось его положительно-оцениваемой работой в качестве премьер-министра и умеренно-либеральной экономической позицией. Однако, начиная с марта Ширак постепенно уменьшал своё отставание от Балладюра.
Лозунг Ширака был «Франция для всех»; лозунг Балладюра: «Верить во Францию», а Жоспена: «Чистые выборы за более справедливую Францию».

## Результаты
| Кандидат                         | Кандидат                    | Партия                              | Первый тур | Первый тур | Второй тур | Второй тур |
| Кандидат                         | Кандидат                    | Партия                              | Голосов    | %          | Голосов    | %          |
| -------------------------------- | --------------------------- | ----------------------------------- | ---------- | ---------- | ---------- | ---------- |
|                                  | Лионель Жоспен              | Социалистическая партия             | 7 097 786  | 23,30      | 14 180 644 | 47,36      |
|                                  | Жак Ширак                   | Объединение в поддержку республики  | 6 348 375  | 20,84      | 15 763 027 | 52,64      |
|                                  | Эдуар Балладюр              | Объединение в поддержку республики  | 5 658 796  | 18,58      |            |            |
|                                  | Жан-Мари Ле Пен             | Национальный фронт                  | 4 570 838  | 15,00      |            |            |
|                                  | Робер Ю                     | Французская коммунистическая партия | 2 632 460  | 8,64       |            |            |
|                                  | Арлетт Лагийе               | Рабочая борьба                      | 1 615 552  | 5,30       |            |            |
|                                  | Филипп де Вилье             | Движение за Францию                 | 1 443 186  | 4,74       |            |            |
|                                  | Доминик Вуане               | Зелёные                             | 1 010 681  | 3,32       |            |            |
|                                  | Жак Шеминад                 | Федерация за новую солидарность     | 84 959     | 0,28       |            |            |
| Действительных бюллетеней        | Действительных бюллетеней   | Действительных бюллетеней           | 30 462 633 | 97,18      | 29 943 671 | 94,03      |
| Недействительных бюллетеней      | Недействительных бюллетеней | Недействительных бюллетеней         | 883 161    | 2,82       | 1 902 148  | 5,97       |
| Всего бюллетеней                 | Всего бюллетеней            | Всего бюллетеней                    | 31 345 794 | 100,00     | 31 845 819 | 100,00     |
| Явка избирателей                 | Явка избирателей            | Явка избирателей                    | 39 992 912 | 78,38      | 39 976 944 | 79,66      |
| Источник:Первый тур · Второй тур |                             |                                     |            |            |            |            |